# 佐科·維多多
佐科·維多多（印尼語發音：[dʒɔkɔ widɔdɔ]；1961年6月21日—），印度尼西亚政治人物，又称佐科威、佐科维（Jokowi），為爪哇人，屬於印尼斗争民主党（PDI-P），曾任梭羅市市長、雅加達首都特區首長、印度尼西亚总统。

## 生平

### 早年與教育
佐科·维多多是爪哇族裔，生於梭罗市布拉亚特穆利亚医院，他是诺托·米哈佐（Noto Mihardjo）與苏吉亚特米·诺托米哈佐（Sujiatmi Notomihardjo）的長子。有三個妹妹（Iit Sriyantini、Ida Yati和Titik Relawati）。
佐科·维多多原名穆尔约诺（Mulyono）。他的父亲来自中爪哇省梭罗河畔的卡朗阿尼亚（Karanganyar），他的祖父母来自博约拉利（Boyolali）的一个村庄。他在蒂托约索（Tirtoyoso）国立111小学上学。他的童年家庭较为贫困，不得不打工赚钱来买学习材料和零用钱。十二岁时，他开始在他父亲的家具车间工作。
小学毕业后，在SMP Negeri 1 Surakarta（中学）继续上学。高中时，未能通过入学考试，转到SMA Negeri 6 Surakarta。大学他在日惹加查马达大学林业学院就读，毕业论文以胶合板为题。1985年毕业后，他在中亚齐工作，后与叔叔一起经营木材生意，开了一家名为CV Roda Jati的公司，后由于欺诈而被关闭。
2005年他竞选成为苏拉卡尔塔市长，在7年任期内，他将苏拉卡尔塔治理得井井有条，在全国范围内受到广泛的赞扬。期间苏拉卡尔塔成为世界遗产城市联盟一员（2006年），2007年举办了世界音乐节。

### 雅加達省長
2012年担任鬥爭派民主黨（PDI-P）和大印尼运動黨（Gerindra）的雅加達省長的候选人，並贏得該次選舉。2014年，佐科威暫離雅加達省長的職務，成為此屆總統候選人，其助手印尼華人鍾萬學於2014年6月2日起暫代佐科威之職務，成為雅加達特區的代理省長。

### 当选总统

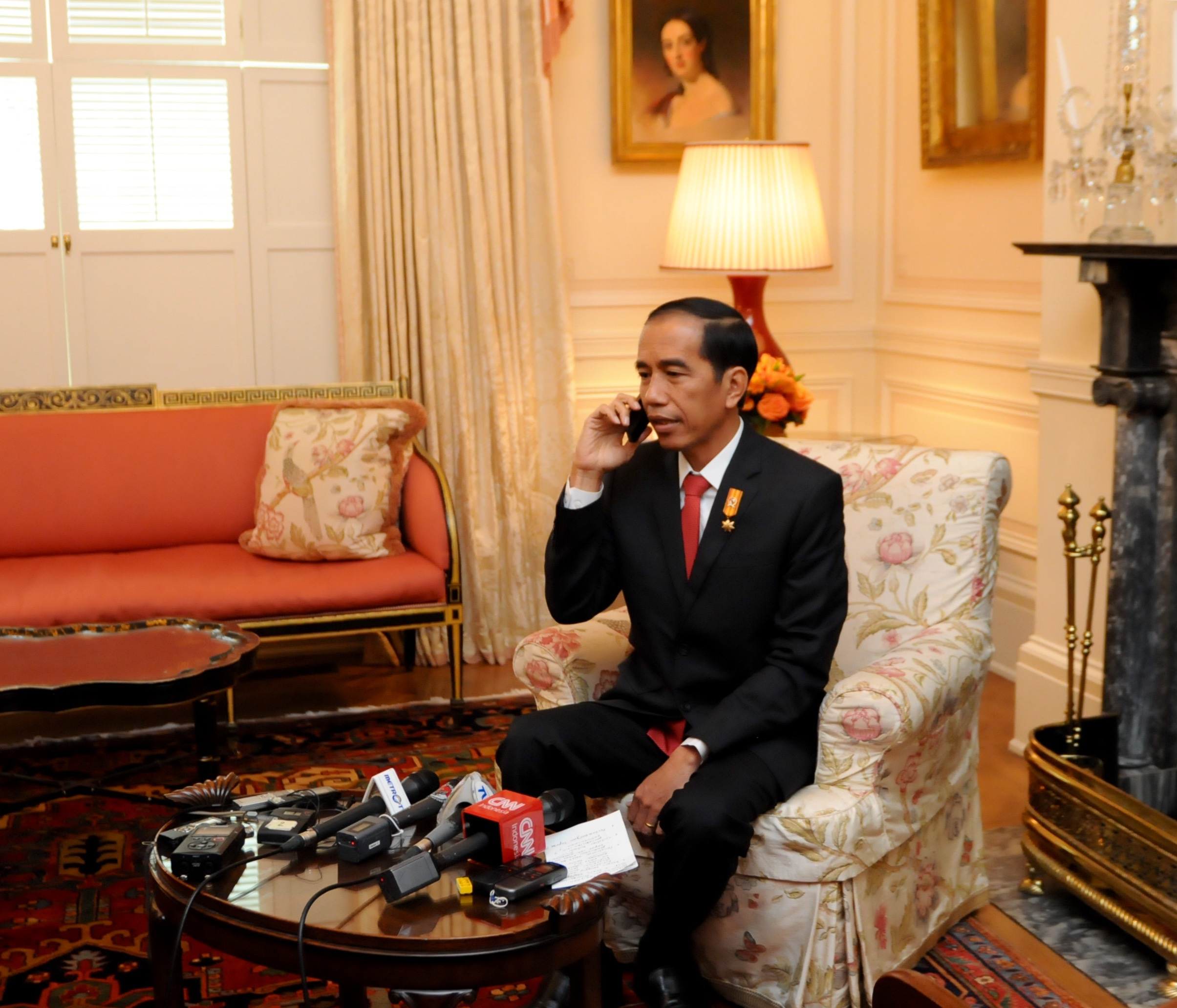
2018年5月11日佐科威致电马哈迪·莫哈末，恭贺他成为马来西亚新任首相

他在2014年的印尼总统选举中获得53.15%的支持率，击败获得46.85%的普拉博沃·苏比安托，当选第七任印尼总统，于同年10月20日就职。。2015年11月，参加2015年二十国集团安塔利亚峰会。

### 二度当选
2019年印尼总统大选，佐科威在4月总统选举中，以55.5%得票率，再次击败得票44.5%的普拉博沃·苏比安托，成功连任总统职位后引发示威与骚乱，最终于5月23日平息。随后印尼国内发生包括修法削弱肃贪委员独立性引发全国大规模示威、森林大火产生严重雾霾，造成外交关系紧张。巴布亚省发生严重致命动乱，印尼最高治安首长维兰托遭刺伤事件令任职典礼气氛紧张。印尼警方和军队部署3万名军警在宣誓典礼上警戒，佐科威于10月20日宣誓就职，马来西亚首相马哈迪·莫哈末出席该仪式。佐科威在10月20日發表第二次就職演說，提出印尼要在2045年成為一個國民生產總值達到70億印尼盾，人均年收入達到3億盾的已發展國家，擺脫中等收入陷阱，因此來屆內閣將推行培訓人才、推動基礎建設、促進經濟轉型、精簡官僚架構等五大政綱。這份演說對法制、人權、肅貪等議題沒有着墨，因此遭到人權運動家的批評。他在10月23日公布新內閣名單，當中有政黨背景的閣員約佔40%，留任閣員超過三分之一。佐科威也因委任过去涉反人权罪和参与策划1998年印尼排华事件的普拉博沃·苏比安托出任国防部长一职而引起争议。
2020年12月22日，佐科威宣布改组内阁，共有六个部长被撤换，包括曝出贪腐丑闻的时任社会事务部长尤利亚里·巴图巴拉、海事和渔业部长埃迪·普拉博沃。其他4名被替换的部长被指在疫情防控与经济复苏方面工作不力。

### 外交

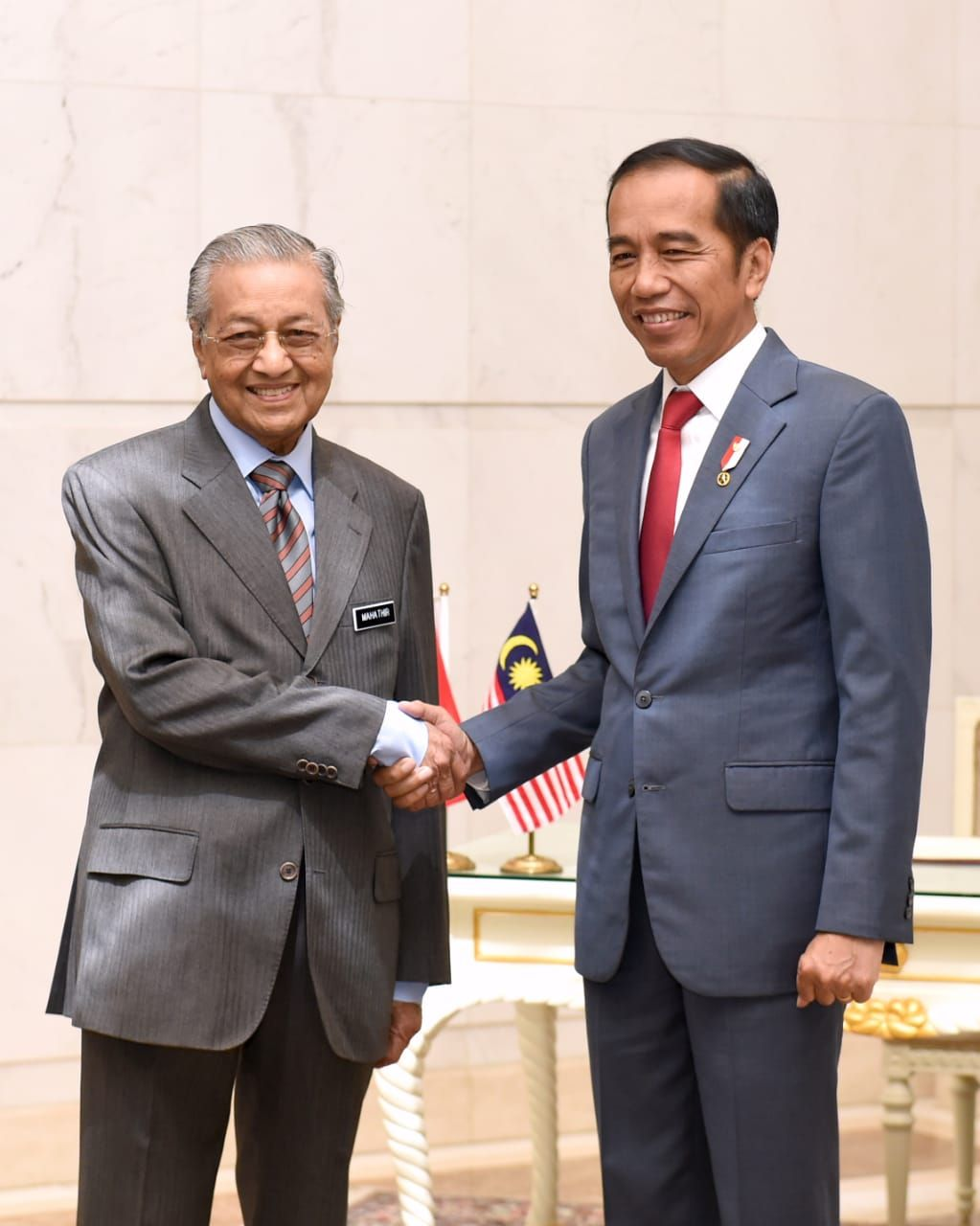
2019年8月9日，佐科威到访马来西亚，在布城与马来西亚首相马哈迪·莫哈末会面

2018年6月28日，佐科威在雅加达接见马来西亚首相马哈迪·莫哈末和首相夫人茜蒂哈斯玛，两国领导人也将就双方共同关心的区域和全球课题交换意见。2019年8月8日，佐科威偕同夫人伊莉亚娜和随从抵达马来西亚，展开两天官方访问，马哈迪亲自驾驶寶騰奔舒娜（Persona）载送佐科威到官邸出席午宴。
2020年4月24日，佐科威在茂物行宫与美国总统唐纳德·特朗普进行通电话，一致同意印美两国加强医疗合作应对疫情。

## 争议

### 人权评论

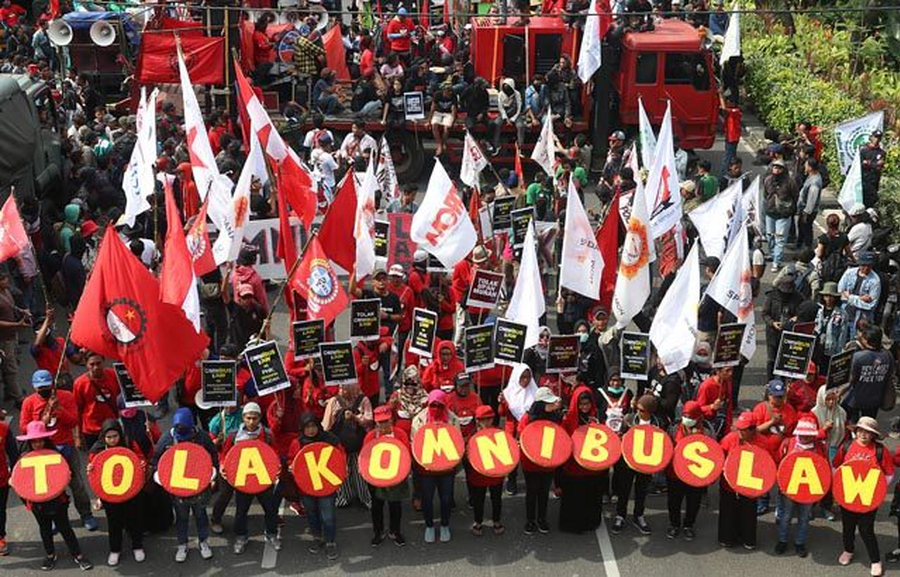
2020年1月初以來，印尼工人、农民、学生等各界人士因反对佐科威政府制订的（俗称）而发起示威活動（图为工运人士在示威期间，举起“抵制综合法”（TOLAK OMNIBUS LAW）的标语）

2021年1月13日，人权观察公布的《2021年世界人权报告》指出，对印尼在2019至2020年的LGBT团体、司法公正、言论与媒体自由的情况表示担忧。原因是由佐科威领导的政府削弱了印尼的反腐败委员会，任命了一名有争议的警察局长来领导反腐败机构，并促使30多名员工在1月至9月辞职。他的执政联盟在议会通过了一项有利于商业的法案，该法案将取消环境保护和劳工权利。为了争取公民自由，在大规模抗议活动后于2019年9月暂时撤回了刑法草案。该草案包含的条款将侵犯妇女、宗教少数群体以及女同性恋、男同性恋、双性恋和变性者（LGBT）的权利，并限制言论和集会自由。该草案包括一项规定，将对婚外性行为判处最高一年徒刑，同时还将所有同性行为定为犯罪。虽然该草案仍然在议会辩论中，但LGBT团体的权利依继续受到保守派的攻击。而在新闻自由方面，印尼当局也对新闻组织和个人媒体打压，如2020年报导的有关土著人民与棕榈油公司之间的土地纠纷、印尼军方推销Covid-19疫苗、抗议在望加锡附近的Kodingareng岛上的采砂活动、在2020年10月的《创造就业位置法案》的抗议活动中，至少有56名记者在玛琅，雅加达和泗水遭到殴打，威胁和任意逮捕。

### 出席婚礼被轰双重标准
2021年4月3日，印尼知名网红与妻子成婚，家世显赫的双方邀请到佐科威和时任国防部长普拉博沃·苏比安托作为婚礼见证人，而这场婚礼甚至被电视台转播，场面浩大引发网民讨论。许多网民炮轰佐科威双重标准，称他一边以防疫名义禁止公众聚集，另一边却出席网红婚礼。
知名歌手Fiersa Besari发推文批评称：“这是一个充满矛盾的国家。政府禁止民众返乡，但是度假胜地继续开放；道路被封，但到处都是交通堵塞；人们不准举行婚礼，但名人的婚礼却有国家领导人亲自出席。我能说什么呢？我只是个无名小卒。”
印尼公共卫生专家伊尔马直言，佐科威参加婚礼的举动，往好里说是“麻木不仁”，往坏里说是“无知”。她说：“我们仍处于公共卫生紧急情况之中。参加婚礼并非什么紧急的事情。他本应该把时间花在探访医院，检查它们的准备情况，或者在卫生部做临时检查，以确保疫苗分发顺利。他的清单上有很多事情。”“这次的举动给人传递一种信息：只要你是富豪或权贵，你就能为所欲为。”

## 个人生活
1986年他与伊莉亚娜（Iriana）结婚，1987年、1991年和1995年生下儿子吉布蘭·拉卡布明·拉卡、女儿Kahiyang Ayu和儿子Kaesang Pangarep，其中两子都在新加坡接受教育。他喜爱重金属音乐，是Metallica、Lamb of God、Led Zeppelin和Napalm Death等乐队的粉丝。他有在YouTube开设频道，也会定期上载关于他的总统工作的影片

## 外部連結
- 佐科·維多多的Instagram帳戶

| 前任： 苏西洛·班邦·尤多约诺 | 印度尼西亚总统 2014年—2024年 | 繼任： 普拉博沃·苏比延多 |